# Linda Christian
Linda Christian, pseudonimo di Blanca Rosa Henrietta Stella Welter Vorhauer (Tampico, 13 novembre 1923 – Palm Springs, 22 luglio 2011), è stata un'attrice messicana di origine olandese, tedesca, francese e spagnola in voga negli anni quaranta e cinquanta.

## Biografia
Nata in Messico dall'olandese Gerardus Jacob Welter, ingegnere e amministratore della Royal Dutch Shell, e dalla messicana Blanca Rosa Vorhauer, proveniente da una famiglia di origini tedesche, francesi e spagnole, Linda Christian era la prima di quattro figli. Dopo di lei nacquero Gerardus Jacob (1924), Ariadna Gloria (1930-1998), divenuta anche lei attrice, e Edward Albert (1932). Aspirava da giovane a diventare medico, finché alla fine delle scuole secondarie incontrò Errol Flynn, che la convinse ad abbandonare gli studi e iniziare la carriera cinematografica, procurandole un contratto di sette anni con la Metro-Goldwyn-Mayer. Esordì nel 1944 con la commedia musicale Così vinsi la guerra e si guadagnò presto il soprannome di The anatomic bomb, per la straordinaria bellezza. Nel 1948 recitò nel film Tarzan e le sirene, che fu l'ultima apparizione di Johnny Weissmuller nel ruolo di Tarzan.
Apparve poi nella versione televisiva di Casino Royale (1954), grazie al quale può essere definita la prima Bond girl (Ursula Andress arriverà solo nel 1962), e nel 1963 in un giallo della serie tv L'ora di Hitchcock (Alfred Hitchcock Hour). Nel 1963 prese parte a International Hotel di Anthony Asquith, con Richard Burton ed Elizabeth Taylor. In Italia girò svariati film, diretti tra gli altri da Camillo Mastrocinque, Francesco Rosi e Aldo Grimaldi. Fu tra i personaggi principali di Nel sole (1967), a fianco della figlia Romina Power e del futuro genero Al Bano.
La sua ultima apparizione sulle scene risale al 1988 nel film Cambiamento d'aria di Gian Pietro Calasso.

### Vita privata e altre attività
Nonostante la nutrita filmografia, la sua popolarità fu dovuta principalmente al matrimonio con l'attore statunitense Tyrone Power, celebrato a Roma il 28 gennaio del 1949, dopo due anni di fidanzamento, e festeggiato da migliaia di persone. L'abito da sposa fu realizzato dall'atelier delle sorelle Fontana. Le nozze furono un grande evento mediatico e i due sposi vennero anche ricevuti da papa Pio XII. La chiesa scelta per la cerimonia fu la Basilica di Santa Francesca Romana, a pochi passi dal Colosseo, e ispirò il nome della loro primogenita, Romina Francesca Power, nata nel 1951 all'ottavo mese di gestazione, dopo tre aborti (nel secondo, in realtà, partorì un figlio al sesto mese che non sopravvisse).Romina Power - Cercando mio padre - Gremese Editore - 1988 (pagine 148, 161-162).
La stessa Christian raccontò in un'intervista di aver trascorso il periodo della gravidanza a letto, ferma, «come una malata». Dopo due anni, nel 1953, nacque la secondogenita Taryn Power (Taryn Stephanie Power), che come Romina seguì le orme artistiche dei genitori. La travagliata unione con Power terminò con il divorzio nel 1956.
Poco dopo iniziò una relazione con Alfonso de Portago, finita tragicamente per la morte del pilota nel corso dell'edizione del 1957 della celebre Mille Miglia, quando egli si schiantò con la sua Ferrari, morendo insieme al copilota, il giornalista statunitense Edmund Gurner Nelson, e a nove spettatori in quella che verrà definita la Tragedia di Guidizzolo. Durante la sosta a Roma del pilota spagnolo con la sua vettura da corsa, l'attrice gli diede un lungo bacio che sarebbe diventato molto famoso sulla stampa anche internazionale come "Il bacio della morte".
In seguito, tra il 1962 e il 1963, fu sposata con l'attore inglese Edmund Purdom, con il quale si stabilì prima a Roma e poi nel Kent, in Inghilterra. Tornò in Italia negli anni immediatamente successivi.
Grazie ai frequenti spostamenti della sua famiglia d'origine tra Medio Oriente, Africa, Europa e America, e al suo amore per i viaggi, divenne una vera e propria poliglotta: parlava correntemente francese, tedesco, olandese, spagnolo, inglese, italiano e superficialmente l'arabo e il russo. Tra i suoi amici ci furono inoltre le persone più influenti della sua epoca. Fu la modella preferita del pittore Diego Rivera. Anche lei amava dipingere, soprattutto ritratti dei suoi otto nipoti. Morì a 87 anni, il 22 luglio 2011, nella sua casa di Palm Springs in California, a causa di un tumore del colon di cui soffriva da tempo. Negli ultimi tre anni della sua vita venne assistita dalla primogenita Romina Power, con la quale, a suo dire, si era riconciliata dopo circa trent'anni d'incomprensioni.

## Rapporto con la nipote Ylenia
Nonostante si vedessero di rado, Linda e la nipote Ylenia Carrisi avevano un buon rapporto. In diverse interviste ha affermato di non credere, come sua figlia Romina e quasi tutti i componenti delle famiglie Carrisi e Power, alla versione della polizia di New Orleans sull'enigmatica scomparsa della nipote, che la darebbe per morta affogata nelle acque del Mississippi nel gennaio del 1994. Aveva dichiarato inoltre "tornerà per il mio funerale", circostanza non verificatasi.

## Filmografia

### Cinema
- Vacanze al Messico (Holiday in Mexico), regia di George Sidney (1946)
- Il delfino verde (Green Dolphin Street), regia di Victor Saville (1947)
- Tarzan e le sirene (Tarzan and the Mermaids), regia di Robert Florey (1948)
- Uragano su Yalù (Battle Zone), regia di Lesley Selander (1952)
- Tempo felice (The Happy Time), regia di Richard Fleischer (1952)
- Gli schiavi di Babilonia (Slaves of Babylon), regia di William Castle (1953)
- Athena e le 7 sorelle (Athena), regia di Richard Thorpe (1954)
- Il porto del vizio (Thunderstorm), regia di John Guillermin (1956)
- La casa dei sette falchi (The House of the Seven Hawks), regia di Richard Thorpe (1959)
- I pirati del cielo (Abschied von den Wolken), regia di Gottfried Reinhardt (1959)
- I trafficanti di Singapore (Peter Voss, der Held des Tages), regia di George Marischka (1959)
- Appuntamento a Ischia, regia di Mario Mattoli (1960)
- Accadde a Vienna (Das große Wunschkonzert), regia di Arthur Maria Rabenalt (1960)
- The Devil's Hand, regia di William J. Hole Jr. (1961)
- Lasciapassare per il morto, regia di Mario Gariazzo (1962)
- International Hotel (The V.I.P.s), regia di Anthony Asquith (1963)
- ...e la donna creò l'uomo, regia di Camillo Mastrocinque (1964)
- Giungla di bellezze (The Beauty Jungle), regia di Val Guest (1964)
- Il momento della verità, regia di Francesco Rosi (1965)
- El niño y el muro, regia di Ismael Rodríguez (1965)
- 10.32, regia di Arthur Dreifuss (1966)
- 100 ragazze per un playboy (Bel Ami 2000 oder Wie verführt man einen Playboy?), regia di Michael Pfleghar (1966)
- Nel sole, regia di Aldo Grimaldi (1967)
- L'oro del mondo, regia di Aldo Grimaldi (1968)
- Amore inquieto di Maria, regia di Sergio Pastore (1987)
- Delitti, regia di Giovanna Lenzi, Sergio Pastore (1987)
- La tempesta, regia di Giovanna Lenzi (1988)

### Televisione
- Climax! – serie TV, episodio 1x03 (1954)
- L'ora di Hitchcock (The Alfred Hitchcock Hour) – serie TV, episodio 1x26 (1963)
- The Dick Powell Show – serie TV, episodio 2x30 (1963)
- Cambiamento d'aria, regia di Gian Pietro Calasso – film TV (1988)

## Doppiatrici italiane
- Rosetta Calavetta in Athena e le 7 sorelle, Appuntamento a Ischia, La casa dei sette falchi, International Hotel
- Dhia Cristiani in Nel sole, L'oro del mondo